# 2002년 로스앤젤레스 영화 비평가 협회상
제28회 로스앤젤레스 영화 비평가 협회상은 2002년 12월 15일에 열린 시상식이다.

## 수상 및 후보

### 작품상
- 어바웃 슈미트 수상
- 파 프롬 헤븐

### 감독상
- 그녀에게 - 페드로 알모도바르 수상
- 파 프롬 헤븐 - 토드 헤인스 후보

### 남우주연상
- 어바웃 슈미트 - 잭 니콜슨 수상
- 갱스 오브 뉴욕 - 다니엘 데이 루이스 수상

### 여우주연상
- 파 프롬 헤븐, 디 아워스 - 줄리안 무어 수상
- 피아니스트 (2001년 영화) - 이자벨 위페르 후보

### 남우조연상
- 어댑테이션 - 크리스 쿠퍼 수상
- 캐치 미 이프 유 캔 - 크리스토퍼 워컨 후보

### 여우조연상
- 선샤인 스테이트 - 에디 팔코 수상
- 어바웃 슈미트 - 캐시 베이츠 후보

### 각본상
- 어바웃 슈미트 - 알렉산더 페인, 짐 테일러 수상
- 어댑테이션 - 찰리 카우프만, 도널드 카프만 후보

### 촬영상
- 파 프롬 헤븐 - 에드워드 래크먼 수상
- 로드 투 퍼디션 - 콘래드 홀 후보

### 미술상
- 갱스 오브 뉴욕 - 단테 페레티 수상
- 파 프롬 헤븐 - 마크 프라이드버그 후보

### 음악상
- 파 프롬 헤븐 - 엘머 번스타인 수상
- 디 아워스 - 필립 글래스 후보

### 외국어영화상
- 이 투 마마 수상
- 그녀에게

### 다큐멘터리상
- 코켓츠 수상
- 볼링 포 콜럼바인

### 애니메이션상
- 센과 치히로의 행방불명 - 미야자키 하야오 수상

### 독립영화상
- 뇌량 - 마이클 스노우, 케네스 앵거 수상

### 신인상
- 모번 켈러의 여행 - 린 램지 수상

### 공로상
- 아서 펜 수상

### 특별공헌상
- 릴로 & 스티치